# Alicia Lourteig
Alicia Lourteig (Buenos Aires, 17 de diciembre de 1913 - Buenos Aires, 30 de julio de 2003) fue una botánica argentina, especialista mundial de las oxalidáceas. (enlace roto disponible en Internet Archive; véase el historial, la primera versión y la última).

## Biografía
De padre francés y madre castellana; realiza todos sus estudios en Argentina; su bachillerato en 1932; farmacéutica en 1937, obtiene su doctorado en Bioquímica y Farmacia en la Facultad de Ciencias Médicas de Buenos Aires en 1946.
Lourteig trabajó en el "Instituto Miguel Lillo de Tucumán entre 1938 y 1946, y a partir de 1938 a 1946 en el Instituto de Botánica Darwinion de San Isidro (provincia de Buenos Aires). Con becas postoctorales, interaccionó y participó en estudios en los grandes herbarios del mundo, incluyendo los Reales Jardines Botánicos de Kew (1948 - 1950), Estocolmo (1950 - 1951), Copenhague (1951), Boston (1952 - 1953) y Washington D. C. (1953).
Con el pedido de Jean-Henri Humbert (1887-1967), fue reclutada para el CNRS en 1955, trabajando en el "Laboratorio de Fanerógamas del Museo Nacional de Historia Natural de Francia, llegando a Jefe de Investigaciones en 1979.
Inicia sus estudios sobre la flora de Argentina, extendiendo sus investigaciones con las familias de las regiones neotropicales y moderadas. Participa en el Suplemento que completó y actualizó la obra  Flora de Francia  de Hipólito Coste (1858-1924).
Participa activamente de numerosas sociedades científicas, entre ellas la "Sociedad de Biogeografía", y colaboró también con artículos en la revista  Lilloa .
Participa en los trabajos de redacción del Código internacional de nomenclatura botánica.
Lourteig trabajó intensamente en herbarios históricos como los de Aimé Bonpland (1773-1858), José Celestino Mutis (1731-1808) y de Charles Plumier (1646-1704). Además realiza misiones exploratorias en América del Sur, estudios de la flora de las Tierras Australes y Antárticas Francesas (donde se honró su nombre al imponérselo a lagos de las islas Kerguelen).

## Algunas publicaciones
- a Lourteig, ca O'Donell. 1942. «Acalypheae argentinae (Euphorbiaceae)» Lilloa VIII

- --------------, ----------------. 1943. «Euphoriaceae argentinae. Phyllantheae, Dalechampieae, Cluytiae, Manihoteae». Lilloa IX

- --------------, ----------------. 1955. Las celastráceas de Argentina y Chile. BA : Ministerio de Agricultura y Ganadería, 52 pp. Serie: Publicación técnica, 15

- --------------, ----------------. 1956. Ranunculáceas de Sudamérica tropical pp. 19-88. En: Memoria, Soc. Ciencias Naturales La Salle. 16: 43. Caracas

- --------------. 1959. Ranunculus falcatus L., adventicia en Argentina. 2 pp.

### Libros
- sd Piedrahíta, a Lourteig. 1991. Génesis de una Flora. Ed. Academia Colombiana de Ciencias Exactas, Físicas y Naturales. 334 pp. ISBN 958-9205-01-1

- a Lourteig. 1977. Aimé Bonpland. Vol. 3, N.º 16 de Bonplandia. Universidad Nacional del Nordeste. Facultad de Ciencias Agrarias. 48 pp.

- --------------. 1963. Flora del Uruguay, Mayacaceae, Zygophyllaceae, Celastraceae, Lythraceae, Primulaceae. Mus. Nac de Hist. Nat., Montevideo. 38 pp. 14 planchas

- diego Legrand, alicia Lourteig, lyman b. Smith. 1963. Flora del Uruguay: Ranunculaceae. Vol. 2 de Flora del Uruguay.

- -------------------, -------------------, ------------------. 1958. Flora del Uruguay: Pteridophyta. Vol. 1 de Flora del Uruguay

- horacio raúl Descole, carlos a. O'Donell, alicia Lourteig. 1940. Revisión de las zigofiláceas argentinas

## Honores

### Epónimos
El nombre científico de unas veinte especies le fueron dedicadas, y tres géneros, entre ellos Alicia W.R.Anderson 2006 de Malpighiaceae. Y fue autora de más de 200 publicaciones.

## Fuente
- Sastre, C. 2003. Alicia Lourteig (1913-2003). Adansonia 3: 25 (2) : 149-150, retrato

- La abreviatura «Lourteig» se emplea para indicar a Alicia Lourteig como autoridad en la descripción y clasificación científica de los vegetales.[1]